# Stadion Centralny w Wołgogradzie
Stadion Centralny – nieistniejący już, wielofunkcyjny stadion w Wołgogradzie, w Rosji. Istniał w latach 1962–2014. Obiekt mógł pomieścić 32 120 widzów. Swoje mecze rozgrywała na nim drużyna Rotor Wołgograd. W 2014 roku stadion został zlikwidowany, a następnie w latach 2015–2018 w jego miejscu powstał nowy, typowo piłkarski obiekt, Wołgograd Ariena.
Na obiekcie odbyły się dwa oficjalne piłkarskie spotkania międzypaństwowe. 7 września 1977 roku reprezentacja Związku Radzieckiego pokonała w meczu towarzyskim Polskę 4:1, a 16 października 2002 roku Rosja wygrała w meczu el. do ME z Albanią również 4:1.